# Presse underground des années 1960 et 1970

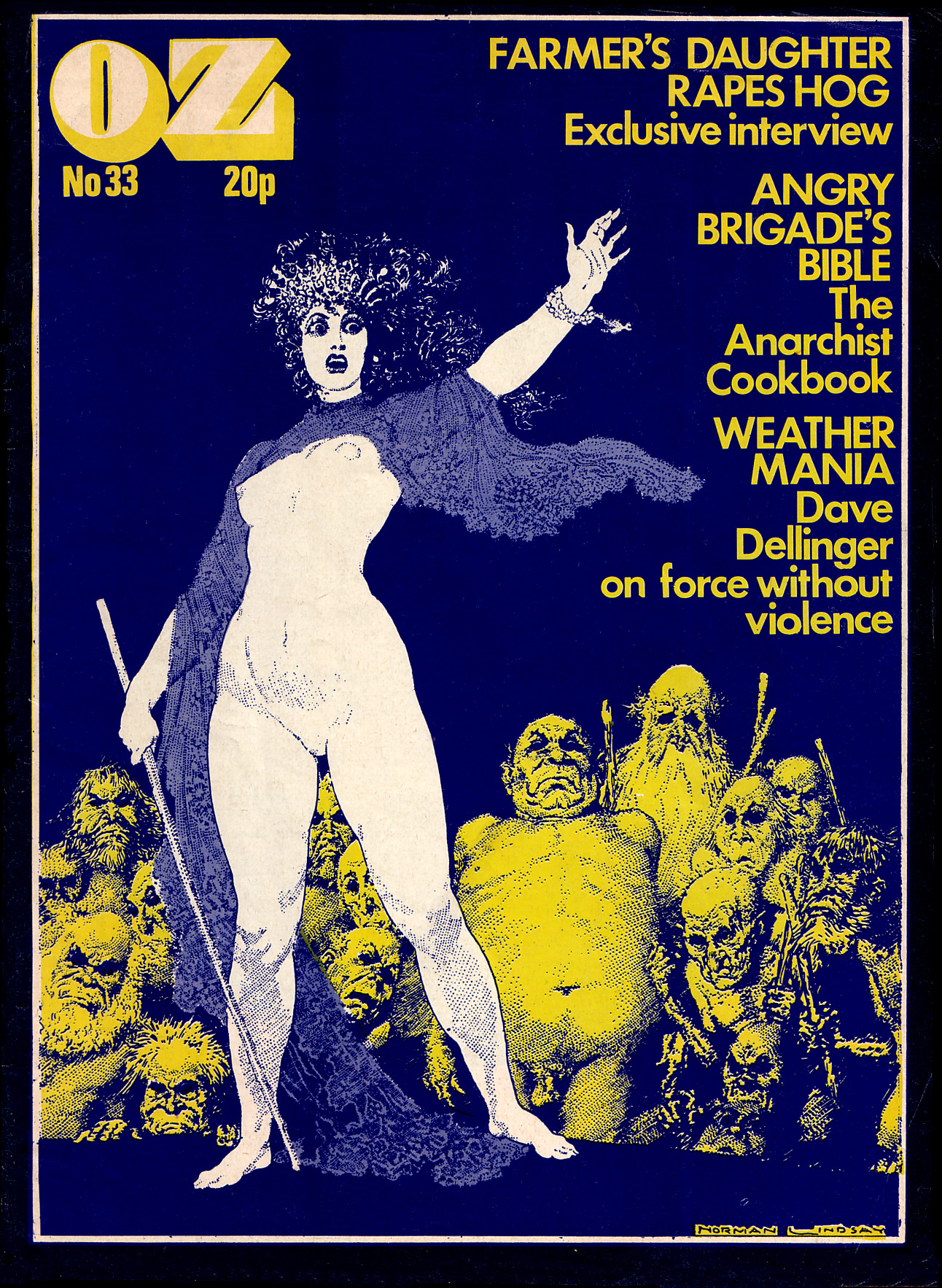
Une de la revue Oz (édition londonienne), no 33, février 1971, signée Norman Lindsay.

On désigne par presse underground, ou underground press en anglais, un ensemble de publications, journaux et fanzines apparus dans les années 1960 et 1970, principalement aux États-Unis où elle fut la plus prolifique, mais d'une manière générale dans l'ensemble des pays occidentaux, reflétant les idées d'émancipation et la contre-culture naissante du mouvement hippie et des courants politiques progressistes de cette époque.
Le terme de presse underground, que l'on pourrait traduire littéralement par presse souterraine ou presse clandestine, n'est aucunement une presse illégale. Elle est simplement une presse, souvent amateur, dont les thèmes traités et l'approche de l'information se situent en marge, voir en opposition aux méthodes de la presse écrite classique et traditionnelle. Cette presse prend souvent fait et cause pour les combats politiques de son époque, comme le mouvement communautaire, la liberté sexuelle, le féminisme, la lutte pour le droit à l'avortement, la lutte contre la guerre du Viêt Nam.
Cette presse est représentée aux États-Unis par des journaux tels que le East Village Other à New York, le San Francisco Oracle, le Berkeley Barb, ou le Los Angeles Free Press dit aussi Freep en Californie. En Angleterre, IT, acronyme de International Times, en est l'un de ses principaux supports, en Australie c'est OZ.

## Liste de publications underground

### Amérique du Nord

#### Canada
- The Chevron - Université de Waterloo, Ontario
- Fuddle Duddle - Ottawa, Ontario
- The Georgia Straight - Vancouver, Colombie-Britannique
- Harbinger (1968-1970), Toronto, Ontario
- Logos (1967-1973), Montréal, Québec
- Mainmise (1970-1978), Montréal, Québec
- Pop-See-Cul, Montréal, Québec
- Sexus (1967-1968), puis Allez chier (1969), Montréal, Québec
- The Underground Press, Snow Lake, Manitoba
- Yorkville Yawn puis Satyrday, Yorkville, Toronto, Ontario

#### États-Unis
- Avatar, Boston, Massachusetts
- Berkeley Barb, Berkeley, Californie
- Berkeley Tribe, Berkeley, Californie
- Chicago Seed, Chicago, Illinois
- Fifth Estate, Détroit, Michigan
- The Great Speckled Bird, Atlanta, Géorgie
- The Helix, Seattle, Washington
- High Times, New York
- Liberation News Service (en), Montague, Massachusetts
- Los Angeles Free Press, Los Angeles, Californie
- NOLA Express, New Orleans, Louisiane
- Open City, Los Angeles, Californie
- The Rag, Austin, Texas
- Space City, Houston, Texas
- Rat Subterranean News, New York, New York
- San Francisco Express Times, San Francisco, Californie
- San Francisco Bay Oracle, San Francisco, Californie
- The Village Voice, New York, New York

### Europe

#### France
- A comme...[1]
- Actuel (première formule, de 1968 à 1975)[1]
- Anathème
- Canaille[1]
- La Cause du Peuple[2]
- L'Enragé[2]
- Géranonymo[3],[4],[5],[2]
- La Gueule ouverte[2]
- Hara-Kiri[2]
- Hojaladrista (Reims)
- L'Idiot international[2]
- L'Injure sociale
- Interaction[2]
- Ivoire
- Lougarou
- Mathusalem
- L'Officiel du chômage
- Le Parapluie[2]
- Le Petit Mickey qui n’a pas peur des gros[2]
- Piranha
- Pirate
- Le Pop
- Politicon[2]
- Le Quetton (1967 - existe toujours sur papier, en 2018)[6],[7]
- Le Sauvage[2]
- Le Torchon brûle[2]
- Tout ![8]
- Tréponème Bleu Pâle[1]
- La Veuve joyeuse
- Vroutsch (Strasbourg)
- Zinc[1],[2]

#### Italie
- Fuori!, Turin
- Re Nudo (it), Milan
- Tampax (it), Turin

#### Royaume-Uni
- International Times
- Oz

#### Suisse
- La Pomme

## Sources

### Ouvrages
- Jean-François Bizot, Free Press : La contre-culture vue par la presse underground, Éditions du Panama, 10 avril 2006, 255 p. (ISBN 978-2755700244)
- Jean-François Bizot, Underground : L'Histoire, Denoël, 8 novembre 2001, 351 p. (ISBN 978-2207252857)
- Steven Jezo-Vannier, Presse Parallèle, la contre-culture en France dans les années soixante-dix, Le Mot et le Reste, 2011,  (ISBN 978-2360540242).

### Articles
- Laurent Martin, La « nouvelle presse » en France dans les années 1970 ou la réussite par l'échec, Vingtième Siècle, revue d'histoire, 2008/2, no 98, pp. 57–69, DOI 10.3917/ving.098.0057, [lire en ligne].